# Muszka Antal
Muszka Antal (Szőllős, Bars megye, 1719. február 3. – Nagyszombat, 1790. április 21.) bölcseleti és teológiai doktor, Jézus-társasági áldozópap és tanár, Muszka Miklós testvéröccse.

## Élete
Nemes szülők gyermeke. 1737. október 17-én lépett a rendbe. Miután bölcseleti és teológiai doktor lett, Győrben a bölcseletet és Kassán a költészetet és héber nyelvet tanította. Később szintén a héber nyelvet tanította Nagyszombatban; majd Győrött és Kassán a bölcseletet, Grazban a világi és egyházi történelmet adta elő. Ismét Kassán az egyházjogot és szentírást, végül 1765-től Nagyszombatban öt évig a teológiát oktatta. Utóbbi helyen 1765-ben, előbb Kassán kancellár is volt és midőn a rendet 1773-ban feloszlatták, Szakolcán a rendházat igazgatta. Ezután az esztergom megyei papok közé vették fel, Szakolcán és Nagyszombatban tartózkodott, ahol 1790-ben meghalt.

## Munkái
- Invicta Joannis Corvini fortitudo. Cassoviae, 1743 (hősköltemény és elegiai levelek)
- Heroes Daciae. Claudiopoli, 1744 (hősköltemény)
- Felices duorum Daciae Vojvodarum adversus barbaros expeditiones. Claudiopoli, 1744 (epikai költemény)